# Tereftalato de polibutileno
 El tereftalato de polibutileno (PBT) es un polímero termoplástico de ingeniería que se utiliza como aislante en las industrias eléctrica y electrónica. Es un polímero termoplástico (semi) cristalino y un tipo de poliéster. El PBT es resistente a los solventes, se encoge muy poco durante la formación, es mecánicamente fuerte, resistente al calor hasta 150 °C (o 200 °C con refuerzo de fibra de vidrio) y puede tratarse con retardantes de llama para que no sea combustible. Fue desarrollado por las Industrias Químicas Imperiales de Gran Bretaña (ICI).
PBT está estrechamente relacionado con otros poliésteres termoplásticos. En comparación con el PET (tereftalato de polietileno), el PBT tiene una resistencia y rigidez ligeramente más bajas, una resistencia al impacto ligeramente mejor y una temperatura de transición vítrea ligeramente más baja. PBT y PET son sensibles al agua caliente por encima de 60 °C (140 °F). PBT y PET necesitan protección UV si se usan al aire libre, y la mayoría de los grados de estos poliésteres son inflamables, aunque los aditivos se pueden usar para mejorar las propiedades de UV y de inflamabilidad.